# گری اسپید
گری اندرو اسپید (به انگلیسی: Gary Speed) (زاده ۸ سپتامبر ۱۹۶۹ - درگذشته ۲۷ نوامبر ۲۰۱۱) بازیکن سابق فوتبال اهل ولز بود که در پست هافبک بازی می‌کرد.
اسپید سابقه بازی در تیم‌های لیدز یونایتد، اورتون، نیوکاسل یونایتد، بولتون و شفیلد یونایتد و سابقه مربی‌گری در باشگاه شفیلد یونایتد و تیم ملی فوتبال ولز را داشت. وی همچنین ۸۵ بازی و ۷ گل ملی در کارنامه داشت.
گری اسپید در ۲۷ نوامبر ۲۰۱۱ در حالی که سرمربی‌گری تیم ملی فوتبال ولز را به عهده داشت در خانه خود در شهر هانتینگتون خودکشی کرد. گفته شده‌است که گری اسپید با یک طناب دار خودکشی کرد.

## زندگی حرفه‌ای
گری اسپید در منکوت ولز به دنیا آمد. وی در ژوئن ۱۹۸۸ به باشگاه فوتبال لیدز یونایتد پیوست.

## گل‌های ملی
| # | تاریخ          | ورزشگاه                      | حریف      | نتیجه | مسابقه                        | گل‌ها |
| - | -------------- | ---------------------------- | --------- | ----- | ----------------------------- | ---- |
| ۱ | ۱۲ اکتبر ۱۹۹۴  | استادیونال رپابلیکان، کیشینف | مولداوی   | ۲–۳   | مقدماتی جام ملت‌های اروپا ۱۹۹۶ | ۱    |
| ۲ | ۵ سپتامبر ۱۹۹۵ | کاردیف آرمس پارک، کاردیف     | مولداوی   | ۱–۰   | مقدماتی جام ملت‌های اروپا ۱۹۹۶ | ۱    |
| ۳ | ۲۹ مارس ۱۹۹۷   | کاردیف آرمس پارک، کاردیف     | بلژیک     | ۱–۲   | مقدماتی جام جهانی فوتبال ۱۹۹۸ | ۱    |
| ۴ | ۲ سپتامبر ۲۰۰۰ | ورزشگاه دینامو، مینسک        | بلاروس    | ۲–۱   | مقدماتی جام جهانی فوتبال ۲۰۰۲ | ۱    |
| ۵ | ۲۰ نوامبر ۲۰۰۲ | ورزشگاه توفیق بهراموف، باکو  | آذربایجان | ۲–۰   | مقدماتی جام ملت‌های اروپا ۲۰۰۴ | ۱    |
| ۶ | ۲۹ مارس ۲۰۰۳   | ورزشگاه ملنیوم، کاردیف       | آذربایجان | ۴–۰   | مقدماتی جام جهانی فوتبال ۲۰۰۶ | ۱    |
| ۷ | ۴ سپتامبر ۲۰۰۴ | ورزشگاه توفیق بهراموف، باکو  | آذربایجان | ۱–۱   | مقدماتی جام جهانی فوتبال ۲۰۰۶ | ۱    |